# Manihot obovata
Manihot obovata är en törelväxtart som beskrevs av J.Jiménez Ram.. Manihot obovata ingår i släktet Manihot och familjen törelväxter. Inga underarter finns listade i Catalogue of Life.